# Campana (Panama)
Campana è un comune (corregimiento) della Repubblica di Panama situato nel distretto di Capira, provincia di Panama. Si estende su una superficie di 75,1 km² e conta una popolazione di 2.067 abitanti (censimento 2010).